# Juraj III. Frankopan

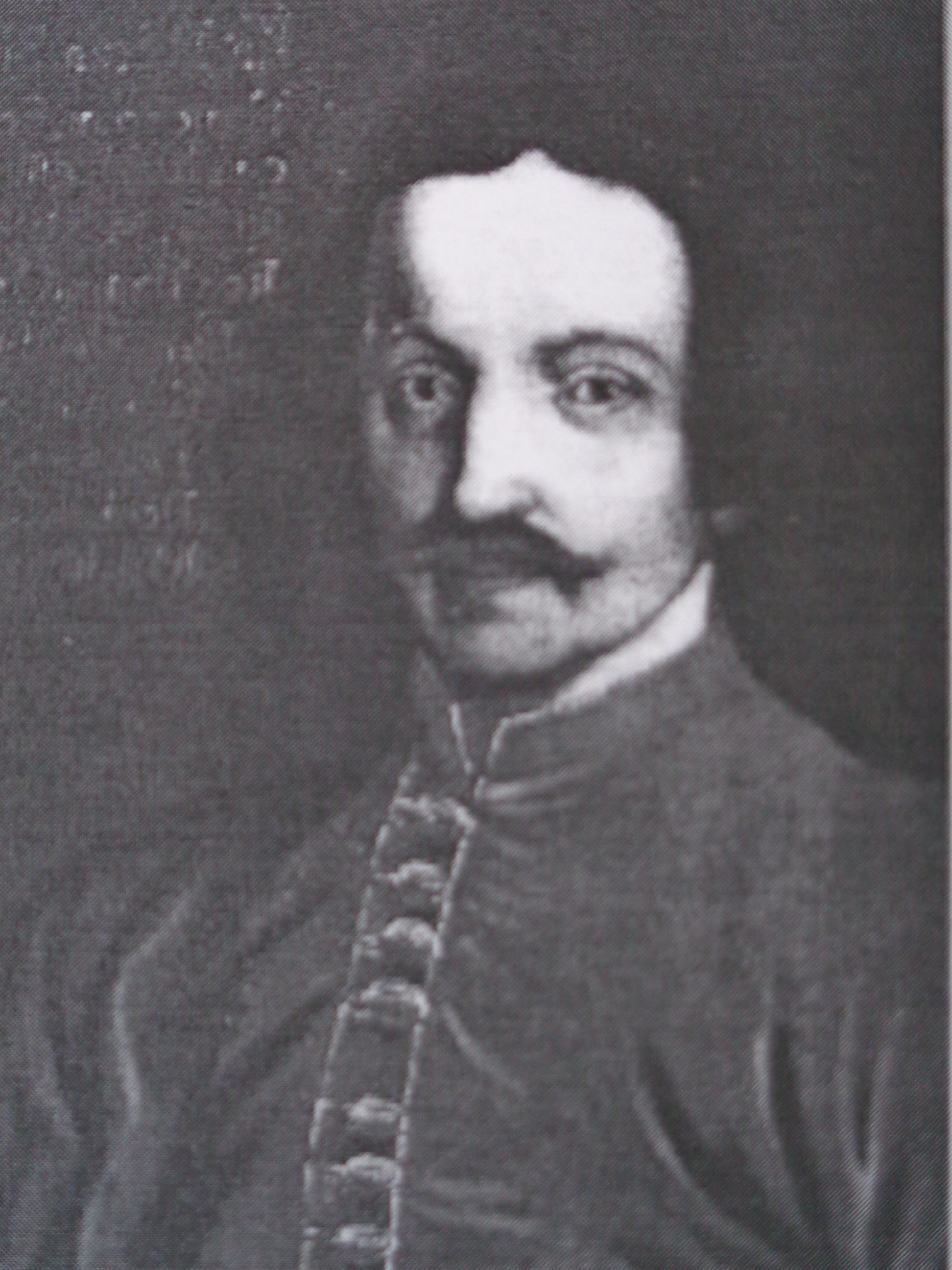
Porträt von Juraj III. Frankopan

Fürst Juraj III. Frankopan (Juraj Frankopan Slunjski; deutsch Georg III. Frankopan von Slunj; * in Slunj (?); † 1553 in Slunj), kroatischer Hochadliger, Mitglied des Slunj-Zweigs der Frankopan-Fürsten, einer mächtigen, wohlhabenden und einflussreichen Familie im mittelalterlichen kroatisch-ungarischen Königreich. Neben Slunj besaß er weitere Burgen und Festungen, darunter die Burg Cetin, wo er, nach der katastrophalen Niederlage der kroatisch-ungarischen Armee und dem Tod von König  Ludwig II. Jagiellon in der Schlacht bei Mohács im August 1526, Ende desselben Jahres Organisator und Gastgeber des Sabors (Parlaments) Kroatischer Adel war. Am 1. Januar 1527 wurde dort der österreichische Erzherzog Ferdinand von Habsburg zum kroatischen König gewählt. Juraj ist der vorletzte Spross der Familie Frankopan-Slunjski, denn sein einziger Sohn Franjo (1536–1572), kroatischer Ban 1567–1572, starb jung, ohne Nachkommen.

## Leben

### Familie
Juraj III. Frankopan wurde als Sohn von Mihovil I. Frankopan und seiner Frau Barbara geb. Rozgonyi geboren. Sein Geburtsdatum ist nicht sicher geklärt, aber es in der zweiten Hälfte des 15. Jahrhunderts oder Anfang des 16. Jahrhunderts liegt. Er erbte das Slunj-Gebiet mit der Burg Slunj, Burg Cetin sowie einige andere Besitztümer, hauptsächlich von Mitglieder des ausgestorbenen Cetin-Zweigs der Frankopanen. Er hatte zwei Brüder, Matija (der 1526 in der Schlacht von Mohács von den Osmanen getötet wurde) und Petar, sowie die Schwestern Doroteja und Ana. Seine Ehefrau war Ana Babonić, Fürstin von Blagaj, und zusammen hatten sie drei Kinder: Franjo, Ana und Katarina. Die Töchter waren mit ungarischen Adligen verheiratet und der Sohn regierte später als Ban (Vizekönig) von Kroatien.

### Sabor in der Burg Cetin
Nach der Schlacht von Mohács und dem Tod von König Ludwig II. im Jahr 1526 war der Thron leer, so dass der kroatische Adel entschied, einen neuen König zu wählen, möglicherweise eine mächtige und reiche Persönlichkeit, der gegen die vordringender Expansion der Osmanen helfen könnte. Juraj III. Frankopan gehörte zu jenen einflussreichsten Magnaten im Land, die die Versammlung des kroatischen Parlaments in seiner Burg Cetin organisierten. Wie viele Adlige unterstützte er schon früher Ferdinand I. von Habsburg als möglichen neuen kroatischen König. Im Gegenteil, einige Mitglieder des Adelsgeschlechts Frankopan, insbesondere die des Zweigs Modruš–Ozalj, waren Anhänger des Fürsten Johann Zápolya, wie einige andere kroatische Adlige, meist aus Slawonien.
Die Charta von Cetingrad vom 1. Januar 1527 bestätigte Ferdinand von Habsburg, Erzherzog von Österreich, als König von Kroatien. Die Charta wurde von sechs kroatischen Aristokraten und Würdenträgern, darunter Juraj III., mit Siegeln bestätigt. Jurajs Siegel befindet sich auf der rechten Seite der Charta, in der Nähe des karierten Staatssiegels Kroatiens.  Nach der Wahl wurde das Land Teil der Habsburgermonarchie. 

### Tod und Erbe
Juraj III. Frankopan starb 1553 und wurde höchstwahrscheinlich in der Kirche zur Heiligen Dreifaltigkeit in Slunj beigesetzt, wo sich ein teilweise beschädigter Steingrabstein mit der Aufschrift „...jacet in tumba magnificus...“ sowie dem Wappen von Frankopan befindet. Im Jahr 2016 wurde auf dem Kirchhof ein Denkmal von Juraj III. errichtet, dessen Autor Josip Turkalj (1924–2007) ist, ein kroatischer Bildhauer, der im nahegelegenen Rakovica geboren wurde und Mitarbeiter des Ivan Meštrović, berühmtesten kroatischen Bildhauer und Architekt, war, mit einem langfristigen Wohnsitz in Cleveland, USA.